# Marosvásárhelyi Művészeti Egyetem
A Marosvásárhelyi Művészeti Egyetem Románia első szakirányú felsőoktatási intézménye, ahol magyar nyelvű színházi képzés folyik. Az intézmény 1946-ban jött létre Kolozsváron, akkor még Zene- és Színművészeti Konzervatórium néven, majd 1954-ben Szentgyörgyi István Színművészeti Intézet néven átköltözött Marosvásárhelyre, ahol a Köteles Sámuel utca 6. szám alatt működik azóta is. A rendszerváltozás után sokáig Marosvásárhelyi Színházművészeti Egyetem néven működött, majd a képzés kiszélesítése (a képzőművészeti, zenei és mozgásművészeti szakok megjelenése) után újra nevet változtatott. Azóta Marosvásárhelyi Művészeti Egyetem néven működik tovább.
Ezen az egyetemen végeztek a magyar színjátszás olyan kiválóságai, mint Csíky András, Korcsmáros Jenő, Elekes Emma, Lohinszky Loránd, Harag György, Illyés Kinga, Czintos József, Kovács Éva, Szugyiczky István, Hunyadi László, Panek Kati, Bíró József, Lőrincz Ágnes, Kátai István, Fülöp Erzsébet vagy Bogdán Zsolt.

## Története[1][2]

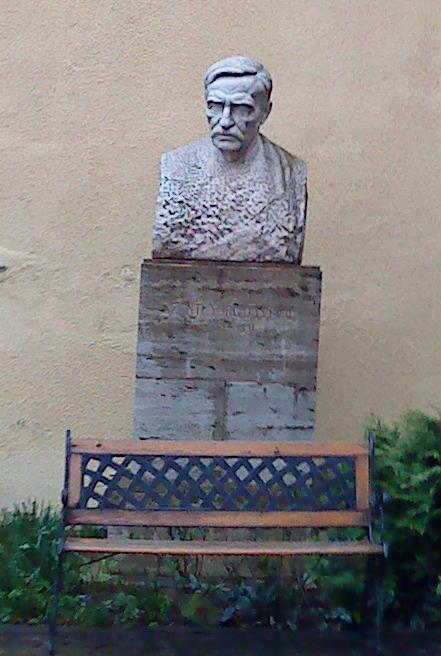
Szentgyörgyi István szobra a Stúdió előtt

Noha Erdélyben a színjátszásnak (a hivatásos színjátszásnak is) több évszázados múltja van, az intézményes színész- és rendezőképzés megteremtésére csak a második világháború után került sor, a Művészeti Egyetem jogelődjének számító Zene-és Színművészeti Konzervatórium keretében. Az intézmény I. Mihály román király 276/1946. 04. 09. számú törvényerejű rendelete nyomán jött létre Kolozsváron. 1948-tól Magyar Művészeti Intézet néven működik. Román „társintézetéhez” hasonlóan nem csupán színházi, hanem zenei, képzőművészeti és táncművészeti szakokkal is rendelkezett. Alapító rektora Kovács Zoltán festőművész volt.
Az ötvenes években a két intézet karait és tanszékcsoportjait szétválasztották, és művészeti ágak szerint csoportosítva újraszervezték. A két intézet képzőművészeti karaiból jött létre a Ion Andreescu Vizuális Művészeti Akadémia két tagozatos jogelődje, a zenei szakok összevonásával pedig a Gheorghe Dima Zeneakadémia, szintén két tagozattal. A színművészeti tagozatok összevonásával 1950-ben létrejön a Szentgyörgyi István Színművészeti Intézet, egy román nyelvű színművészeti tagozattal és egy magyar nyelvű színművészeti és rendezői tagozattal. 1954-ben ezt az intézményt is ketté választják: a román színművészeti és a magyar rendező szakokat Bukarestbe költöztetik, ahol az I. L. Caragiale Színház- és Filmművészeti Intézet keretében működtetik tovább őket. A magyar színész szak önálló intézetként működhet tovább, azonos néven, Marosvásárhelyen.
1962-ben felavatják az egyetem gyakorlószínpadát, amely Stúdió Színház (illetve Stúdió) néven működik azóta is. 1972-ben újra elindul egy rendezői évfolyam az egyetemen, 1976-tól pedig beindul a rendszeres román nyelvű színészképzés is.
A rendszerváltozás után újjászervezik és rendszeresítik a román és magyar rendezőképzést, beindítják az elméleti képzést (dramaturgia és színháztudomány), majd fokozatosan a mesterprogramokat is. Létrejön az egyetem saját tudományos szakfolyóirata, a Szynbolon, az Akadémiai Műhely, és beindul a bábszínészképzés. 2005 óta az egyetem átállt a Bolognai rendszerű 3+2 éves képzésre, illetve doktori szintű tanulmányokat szervez.
A kétezres évek elejétől megkezdődik a képzés folyamatos szélesítése (az egykori Művészeti Intézet gyakorlatilag valamennyi szakát újraindítják). Létrejön a Zenepedagógia Kar és újraindulnak a képzőművészeti és mozgásművészeti képzések is. Az egyetem számos konferenciának, rendezvénynek, felolvasóestnek és egy stúdiófesztiválnak ad otthont, a Stúdió színpadán pedig évente kb. nyolc-tíz előadást mutatnak be az egyetem diákjai, illetve – az Akadémiai Műhely keretében – a színésztanárai.

## Az egyetem vezetői 1948 óta

### Rektorok
- Kovács Zoltán festőművész
- Szabó Lajos drámaíró, dramaturg

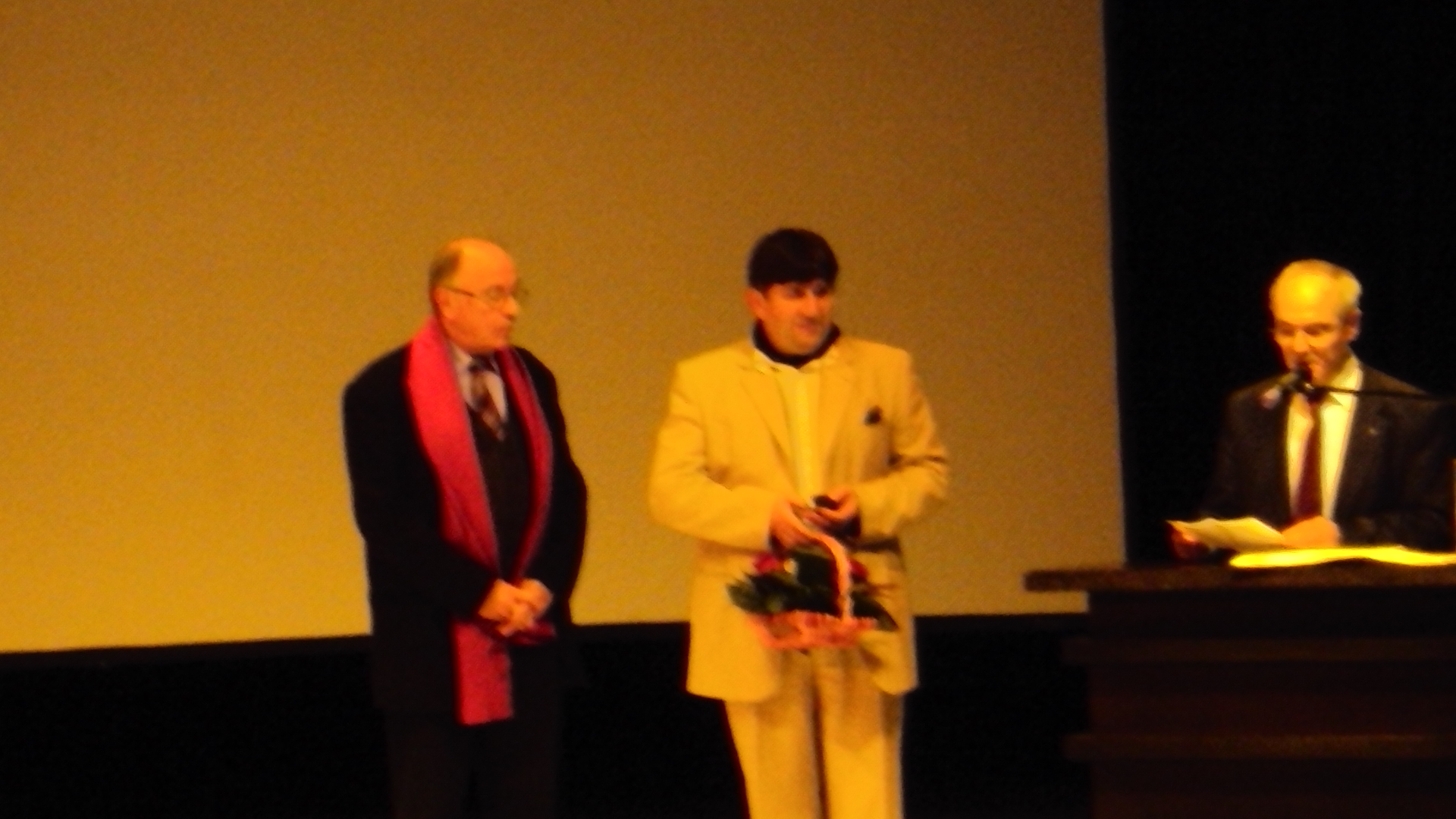
Kovács Levente, Gáspárik Attila és Béres András egy egyetemi ünnepségen

- Tompa Miklós állami díjas rendező, színészpedagógus, színházigazgató, a Marosvásárhelyi Nemzeti Színház magyar tagozatának névadója
- Csorba András színész, színészpedagógus, igazgató
- Covataru Valeria
- Călin Florian a Craiovai Nemzeti Színház egykori igazgatója
- Béres András filozófus, színházesztéta, igazgató
- Gáspárik Attila színész, médiaszakember
- Sorin Crişan színházesztéta, történész

#### Dékánok
- Szabó Lajos a Kolozsvári Magyar Zene- és Színművészeti Konzervatórium Színművészeti Karának dékánja volt
- Poór Lili a Kolozsvári Magyar Zene- és Színművészeti Konzervatórium Színművészeti Karának dékánja volt
- Kovács Levente az egyetem magyar tagozatának dékánja volt
- Bögözi-Molnár Tünde a mai Zenepedagógia Kar dékánja
- Oana-Veronica Leahu a Színházi Kar dékánja

## Képzések

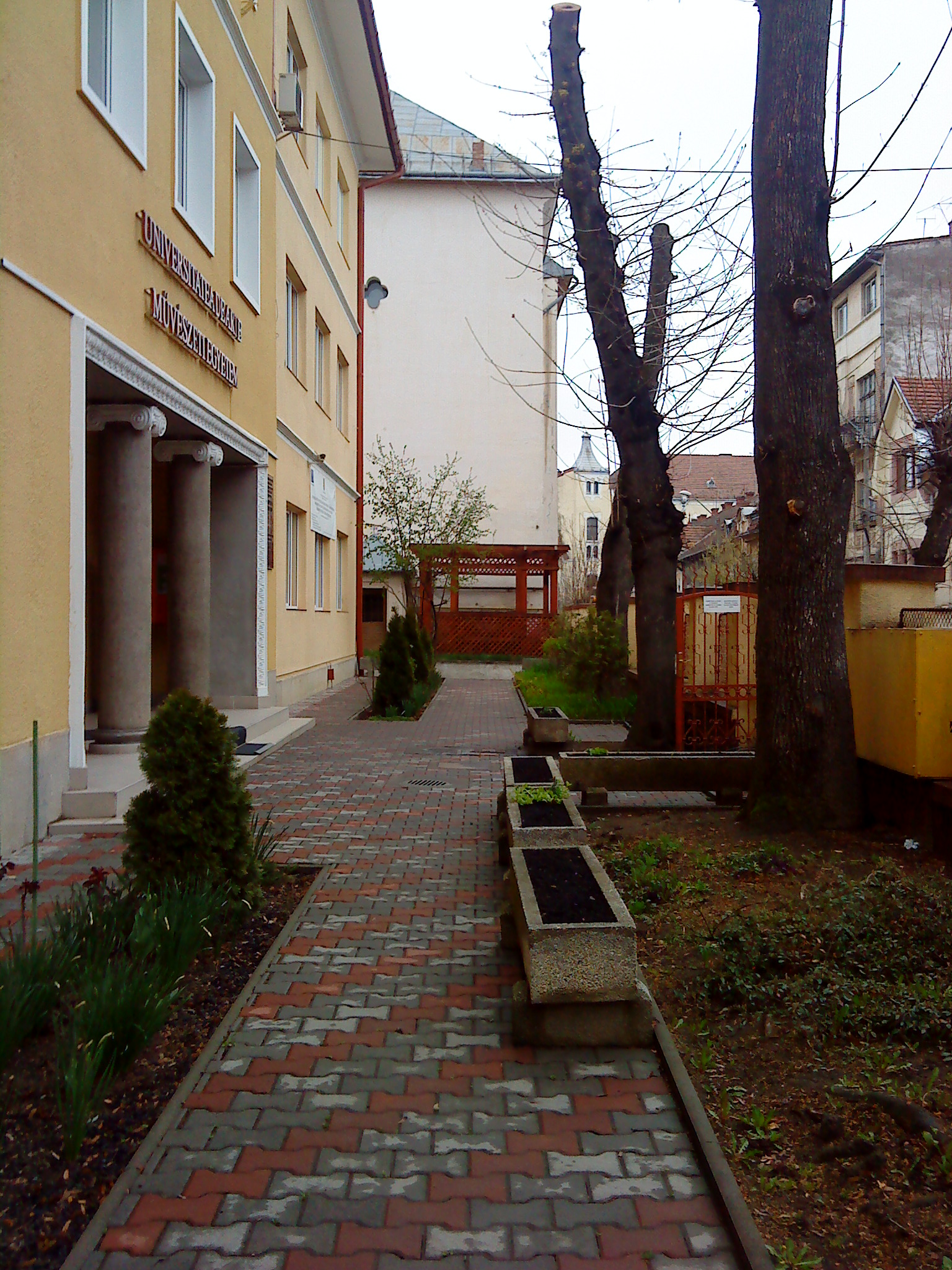
A főépület előtti sétány

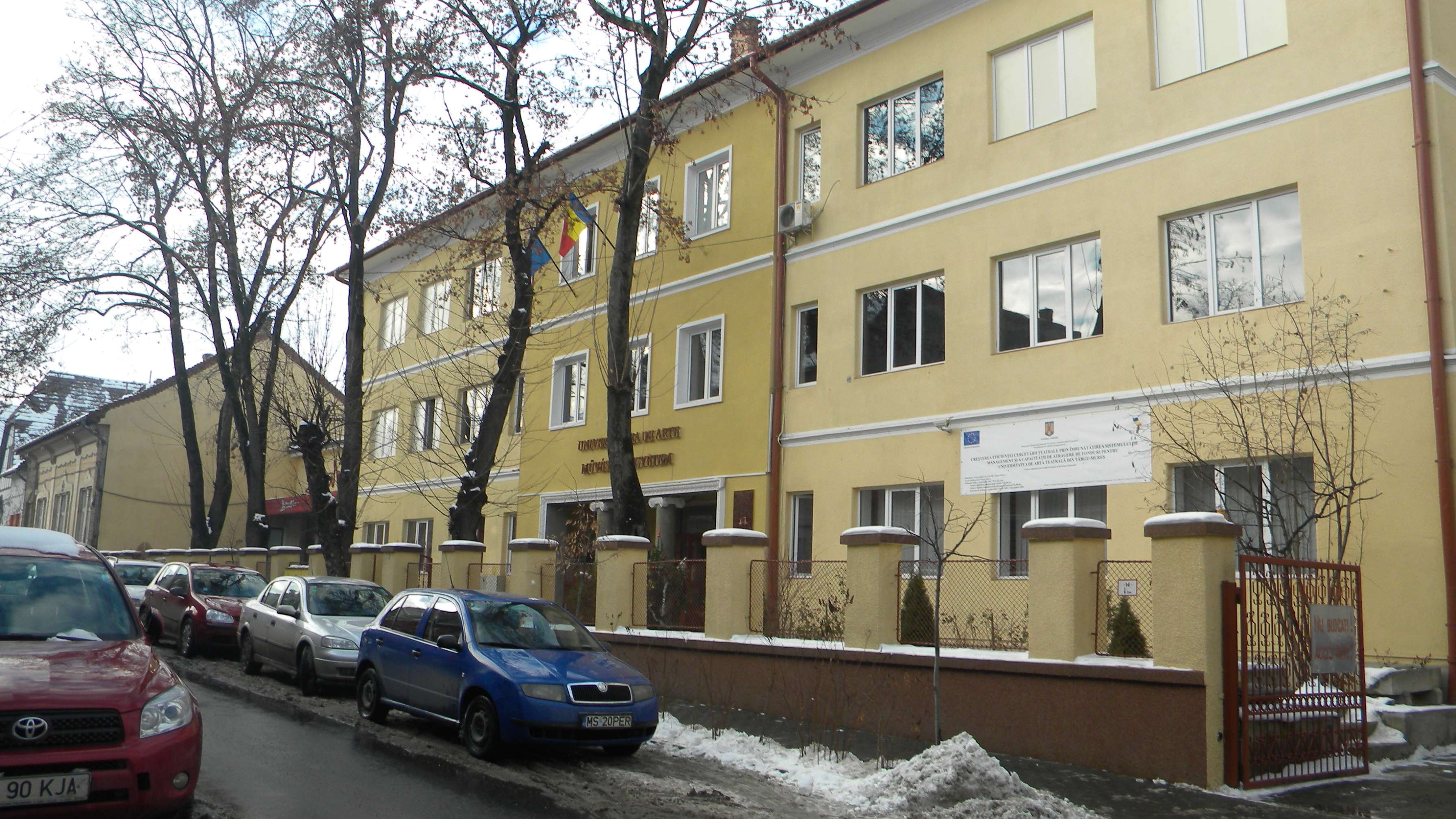
Az egyetem főépülete a Köteles Sámuel utca 6. szám alatt

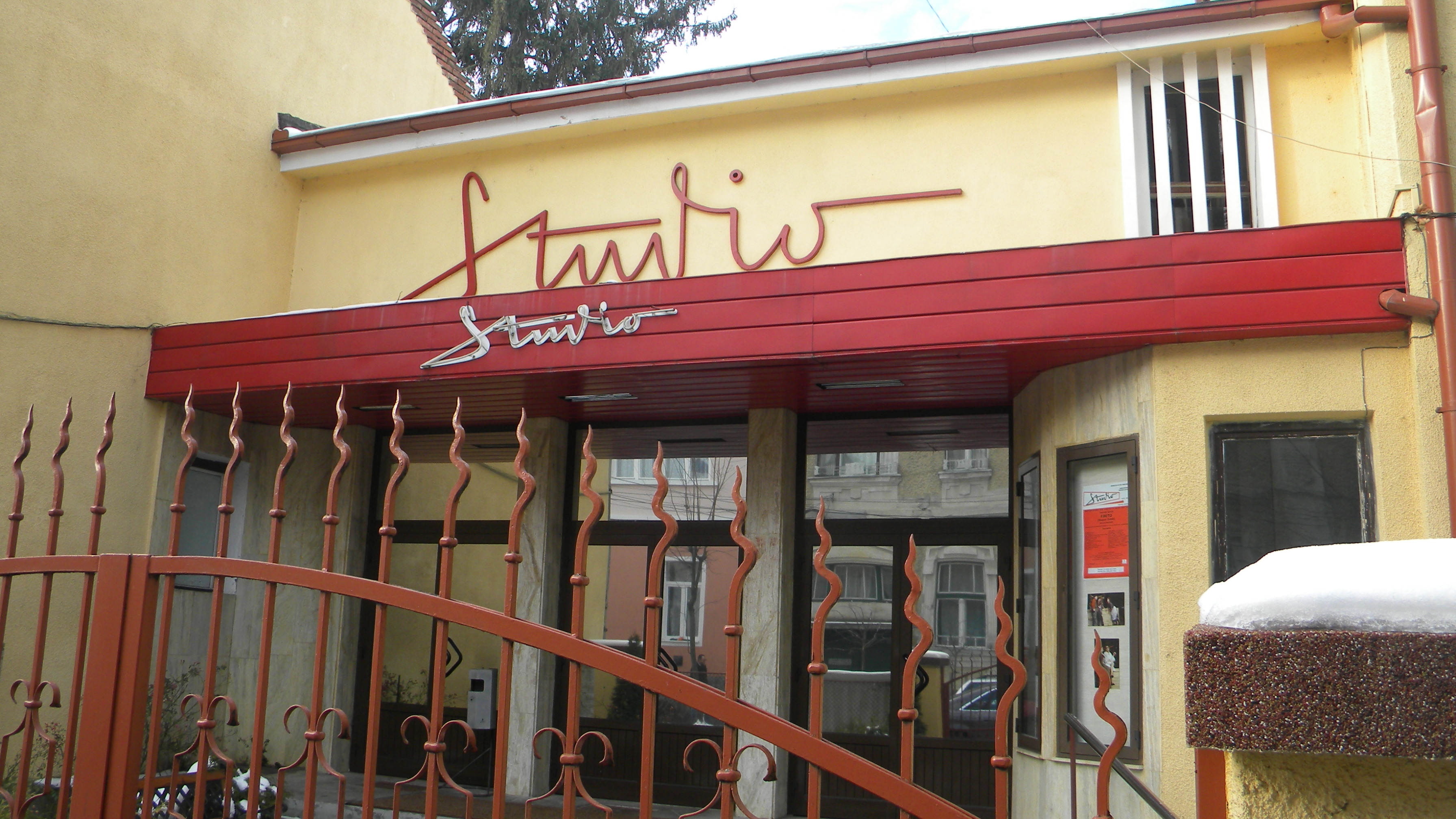
A Stúdió bejárata

Az egyetem különböző karain a következő szakok indulnak rendszeresen:

### Alapképzés (3 év)
- színész szak (minden évben)
- teatrológia szak (színháztudomány és dramaturgia)
- rendező szak (háromévente)
- mozgásművészet szak
- bábművészet szak
- látványtervező szak
- audiovizuális kommunikáció: forgatókönyv- és reklámírás, média szak
- zenepedagógia szak

### Mesterképzés (2 év)
Jelenleg a következő magiszteri programok futnak az egyetemen:
- színművészet
- bábművészet
- alkalmazott bábművészet
- rendezői („A rendezés művészete” néven)
- drámaírás
- teatrológia, művelődésszervezés
- korszerű zenei koncepciók
- művészetek és új média

A fenti alap- és mesteriprogramok mellett az egyetemnek saját doktori iskolája is van.

## Épületek
- Főépület – három épületből álló épületegyüttes, melynek a Stúdió Színház is része. A Színházi Kar használatában áll.
- Pálffy-ház (Bolyai utca) – a Zeneművészeti Kar épülete
- A bábművészeti szakok számára az egyetem külön épületet és játszóhelyet (stúdiót) építtetett Studio 2 néven a Levél (Funzei) utca 9. sz. alatt.
- Az egyetemnek saját bentlakása van, a Joliot-Curie utcában.

## Egyetemi színpad (Stúdió)[3]
1962 óta az egyetemnek saját színháza van, Stúdió Színház néven. A Stúdió épülete része az egyetem épületegyüttesének, saját előcsarnokkal, 174 férőhelyes nézőtérrel, öltözőkkel és műhelyhelyiségekkel rendelkezik. Stúdióelőadások esetén a nézőtér a színpadra építhető.
Alapvetően nagyszínházi struktúra szerint működik, állandó társulat nélkül. Az itt bemutatott produkciókat (évente nyolc-tíz új bemutatót) az egyetem diákjai, esetenként színésztanárai hozzák létre, rendezőtanárok vagy meghívott neves rendezők irányításával. Hagyományosan az egyetem rendező szakos hallgatói számára is adott évadonként egy lehetőség arra, hogy rendezzenek itt (ezt pályázati úton döntik el). 
Az egyetem színésztanárainak „társulata” Akadémiai Műhely néven működik, és évente általában egy produkciót mutat be.

## Oktatók[4]

### Professzorok
| - Dr. Béres András professzor, az egyetem elnöke (korábban: rektor, a Marosvásárhelyi Nemzeti Színház Tompa Miklós Társulatának igazgatója), filozófus, esztéta - Dr. Kovács Levente professzor (korábban: dékán, tanszékvezető, a Marosvásárhelyi Nemzeti Színház Tompa Miklós Társulatának igazgatója), a Nagyváradi Állami Színház Szigligeti Társulatának főrendezője - Dr. Kovács Katalin professzor (korábban: tagozatvezető), színész | - Dr. Sorin Ion Crișan professzor, dékán |

### Docensek
| - Dr. Bögözi-Molnár Tünde egyetemi docens, dékán - Dr. Csíky Csaba egyetemi docens - Dr. Gáspárik Attila egyetemi docens, az egyetem rektora (korábban: az Országos Audiovizuális Tanács tagja, alelnöke), színész, médiaszakember - Dr. Lázok János egyetemi docens, tanszékvezető-helyettes, színháztörténész, Sütő-kutató (korábban: az Erdélyi Figyelő főszerkesztője) - Dr. Ungvári-Zrínyi Ildikó egyetemi docens, tanszékvezető, színházantropológus, dramaturg, színházi szakíró | - Dr. Lelia Albu egyetemi docens, dékán - Dr. Oana-Veronica Leahu egyetemi docens - Dr. Lucian Emil Roșca egyetemi docens - Dr. Cristian Stamatoiu egyetemi docens |

### Adjunktusok
| - Dr. Albert Mária egyetemi adjunktus, magyar- és angoltanár, fordító - Dr. Bakk Miklósi Kinga, egyetemi adjunktus, pszichológus - Dr. Balási András egyetemi adjunktus, dramaturg, költő - Dobre-Kóthay Judit egyetemi adjunktus, Jászai-díjas díszlettervező - Harsányi Zoltán Zsolt egyetemi adjunktus, színész, rendező - Dr. Papp Éva egyetemi adjunktus, színész, előadóművész - Dr. Patkó Éva rendező, egyetemi adjunktus - Dr. Szőke István egyetemi adjunktus - Dr. Tatai Sándor egyetemi adjunktus, színész | - Dr. Daniela Lemnaru egyetemi adjunktus - Dr. Silvia Negruțiu egyetemi adjunktus - Dr. Cristinela Olăreanu egyetemi adjunktus - Dorina Pogăceanu egyetemi adjunktus |

### Tanársegédek és gyakornokok
| - Boros Kinga, egyetemi gyakornok - Drd. Csép Zoltán, egyetemi tanársegéd - Cojic Ildikó, egyetemi gyakornok - Gyéresi Júlia, egyetemi tanársegéd - Kiss Ármánd Zoltán (gyakornok) - Máthé Rozália, egyetemi gyakornok | - Adriana Boantă, egyetemi tanársegéd - Luminița Muscan, egyetemi tanársegéd - Ștefan Roman, egyetemi tanársegéd - Dr. Liviu Topuzu, egyetemi tanársegéd - Adrian Brânduș, egyetemi tanársegéd |

### További oktatók (óraadók, vendégtanárok)
- Dr. Babarczy László -professzor (korábban a budapesti Színház- és Filmművészeti Egyetem rektora, tanszékvezető), Kossuth-díjas rendező
- Dr. B. Fülöp Erzsébet színész
- Hatházi András Jászai Mari-díjas és UNITER-díjas színész, drámaíró, színészpedagógus, a Kolozsvári Állami Magyar Színház színésze, 1998 és 1999 között a színház művészeti aligazgatója, a Babeș–Bolyai Tudományegyetem Színházi Karának oktatója, tagozatvezetője, majd aldékánja (jelenleg is). A Marosvásárhelyi Művészeti Egyetem óraadó tanára.
- Drd. Parászka Miklós rendező, a Csíki Játékszín alapítója, igazgatója
- Sebestyén Aba színész, rendező, a marosvásárhelyi Yorick Stúdió alapítója, vezetője

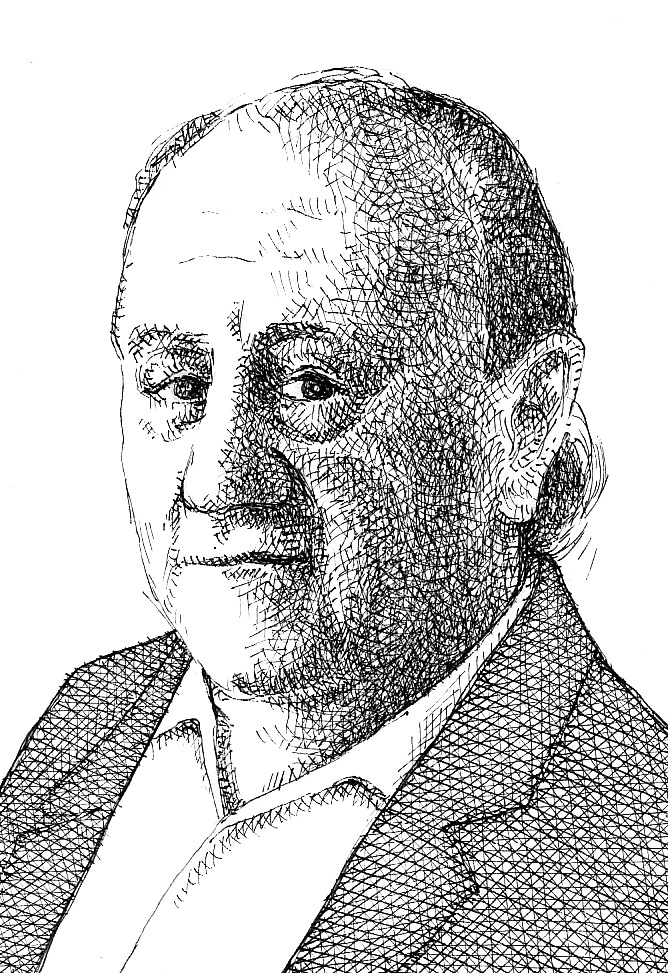
Harag György

## Az intézmény tanárai voltak
- Csorba András
- Éghy Ghyssa
- Harag György
- Illyés Kinga
- Kovács György
- Kovács Levente
- Poór Lili
- Senkálszky Endre
- Tessitori Nóra
- Tompa Gábor
- Tompa Miklós

## Itt végeztek
- Albert Júlia – színésznő, a Kolozsvári Állami Magyar Színház tagja, a Babeș–Bolyai Tudományegyetem Színházi Karának beszédtechnika-tanára
- Ács Alajos – a Magyar Köztársasági Érdemrend középkeresztjével kitüntetett Harag György-, Kovács György- és Szentgyörgyi István-díjas színész, a Szatmárnémeti Északi Színház és a Harag György Társulat alapító tagja, örökös tagja, 1969 és 1979 között az Északi Színház első (alapító), egyben a magyar társulat harmadik igazgatója, az Ács Alajos Játékszín és az Ács Alajos-díj névadója.
- Ács Tibor – színész, a Nagyváradi Állami Színház Szigligeti Társulatának tagja, korábban a Szatmárnémeti Északi Színház Harag György Társulatának színésze
- B. Fülöp Erzsébet – Jászai Mari-díjas színésznő, a Marosvásárhelyi Nemzeti Színház Tompa Miklós Társulatának művésze, az egyetem oktatója.
- B. Piroska Klára – színésznő, a Sepsiszentgyörgyi Tamási Áron Színház művésze
- Balázs Attila – Jászai Mari-díjas színész, a Temesvári Csiky Gergely Állami Magyar Színház igazgatója, a MASZÍN Magyar Színházi Szövetség alapító elnöke
- Bán Anna – színésznő, a Szatmárnémeti Északi Színház és a Harag György Társulat alapító tagja, a társulat örökös tagja
- Barta Enikő – színésznő, a Szatmárnémeti Északi Színház Harag György Társulatának fiatalon elhunyt művésze, post mortem örökös tagja
- Bartos Ede – színész, a Szatmárnémeti Északi Színház és a Harag György Társulat alapító tagja, a társulat örökös tagja
- Bessenyei Gedő István – teatrológus, dramaturg, a Szatmárnémeti Északi Színház Harag György Társulatának igazgatója, a Proscenium Alapítvány elnöke, a MASZÍN Magyar Színházi Szövetség alapító ügyvezető elnöke, az egyetem doktori iskolájának hallgatója.
- Bessenyei István – színész, rendező, a Szatmárnémeti Északi Színház Harag György Társulatának tagja (ny.), 2012 és 2014 között művészeti igazgatója, 2012 és 2018 között a Proscenium Alapítvány elnöke, 2017 óta a Harag György Társulat örökös tagja.
- Bicskei Daróczi Zsuzsa – Poór Lili-díjas színésznő, a Sepsiszentgyörgyi Tamási Áron Színház művésze
- Bíró József – Jászai Mari-díjas színész, a Kolozsvári Állami Magyar Színház művésze, a Babeș–Bolyai Tudományegyetem Színházi Karának óraadó tanára
- Bocsárdi László – a Román Művelődési Minisztérium Országos Rendezői Díjával kitüntetett UNITER- és Jászai Mari-díjas rendező, a Sepsiszentgyörgyi Tamási Áron Színház igazgatója, főrendezője.
- Bogdán Zsolt – a Magyar Köztársasági Érdemrend lovagkeresztjével és Jászai Mari-díjjal kitüntetett színész, a Kolozsvári Állami Magyar Színház művésze.
- Bokor Ildikó – színésznő, négy éven át a temesvári Csiky Gergely Állami Magyar Színház, majd nyolc évig a Szatmárnémeti Északi Színház Harag György Társulatának művésze. 1992-es áttelepülése után Magyarországon, a debreceni Csokonai Színházban, a Nemzeti Színházban és a Magyar Színházban vállalt szerepeket.
- Cseresnyés Gyula – rendező, a Szatmárnémeti Északi Színház és a Harag György Társulat alapító tagja, a társulat örökös tagja
- Csíky András – a Magyar Köztársasági Érdemrend lovagkeresztjével kitüntetett színész, a Szatmárnémeti Északi Színház és a Harag György Társulat alapító tagja, 1960 és 1969 között igazgatója, majd kolozsvári színész, a Babeș–Bolyai Tudományegyetem Színházi Karának oktatója, a Harag György Társulat és a Kolozsvári Állami Magyar Színház örökös tagja.
- Csíky Ibolya – Poór Lili- és Szentgyörgyi István-díjas színésznő, a Nagyváradi Állami Színház Szigligeti Társulatának tagja
- Csurulya Csongor – a Székelyudvarhelyi Tomcsa Sándor Színház művészeti vezetője
- Czintos József – Jászai Mari-díjas színész, a Szatmárnémeti Északi Színház Harag György Társulatának tagja (ny.), 2006 és 2009 között megbízott művészeti igazgatója, 2010 óta a társulat örökös tagja.
- Czvikker Katalin – kulturális menedzser, teatrológus, a nagyváradi Szigligeti Színház főigazgatója, a MASZÍN Magyar Színházi Szövetség alapító titkára
- D. Albu Annamária – színésznő, a Sepsiszentgyörgyi Tamási Áron Színház művésze
- Darvas László – színész, a Sepsiszentgyörgyi Tamási Áron Színház művésze
- Debreczi Kálmán – színész, a Sepsiszentgyörgyi Tamási Áron Színház művésze
- Deésy Jenő – színész, érdemes művész, a Szatmárnémeti Északi Színház és a Harag György Társulat alapító tagja, a társulat örökös tagja
- Demeter András – színész, évekig a Temesvári Csiky Gergely Állami Magyar Színház tagja, igazgatója, később kulturális államtitkár
- Dengyel Iván – Jászai Mari-díjas színész, 1969-1972 között a Sepsiszentgyörgyi Állami Magyar Színház színésze, 1972-től 10 évig a Szatmárnémeti Északi Színház tagja, 1982-ben történt kitelepüléséig. 1986-1993 között a Madách Színház művésze volt, 1993-tól a Katona József Színház, majd 1994-től az Új Színház, 2010-től a Vígszínház tagja lett.
- Diószeghy Iván – színész, a Szatmárnémeti Északi Színház és a Harag György Társulat alapító tagja, a társulat örökös tagja
- Dobos Imre – színész, a Nagyváradi Állami Színház Szigligeti Társulatának tagja, korábban a Sepsiszentgyörgyi Állami Magyar Színház színésze
- Elekes Emma – a Magyar Játékszíni Társaság Életműdíjával kitüntetett színésznő, a Szatmárnémeti Északi Színház és a Harag György Társulat alapító tagja, a társulat örökös tagja
- F. Bathó Ida – színésznő, a Nagyváradi Állami Színház Szigligeti Társulatának tagja, korábban a Sepsiszentgyörgyi Állami Magyar Színház művésze
- Farkas István
- Fazakas Márton Erzsébet – színésznő, a Nagyváradi Állami Színház Szigligeti Társulatának tagja, korábban a Sepsiszentgyörgyi Állami Magyar Színház színésze, 1997 és 2001 között a Szigligeti Társulat művészeti vezetője
- Fábián Enikő – Poór Lili-díjas színésznő, a Nagyváradi Állami Színház Szigligeti Társulatának tagja
- Firtos Edit – színésznő, a Nagyváradi Állami Színház Szigligeti Társulatának tagja
- Földesi Ilona – színésznő, a Szatmárnémeti Északi Színház és a Harag György Társulat alapító tagja, a társulat örökös tagja
- Fülöp Zoltán – Jászai Mari-díjas színész, a Szatmárnémeti Északi Színház Harag György Társulat volt színésze, a Csíki Játékszín alapító tagja.
- Gajzágó Zsuzsa – színésznő, a Sepsiszentgyörgyi Tamási Áron Színház művésze
- Gáspárik Attila – színész, médiaszakember, éveken át a Marosvásárhelyi Nemzeti Színház Tompa Miklós Társulatának tagja, az Országos Audiovizuális Tanács tagja, alelnöke, az egyetem oktatója majd rektora, a Marosvásárhelyi Nemzeti Színház igazgatója.
- Hajdu Géza – Magyar Köztársasági Arany Érdemkereszttel, Varadinum-díjjal és Bánffy Miklós-díjjal kitüntetett színész, a Nagyváradi Állami Színház Szigligeti Társulatának tagja, 1989 és 1997 között a társulat művészeti vezetője, 1971 és 1981 között a Kortárs Színpad '71 vezetője
- Halasi Erzsébet – Poór Lili-díjas és Nívódíjas színésznő, a Nagyváradi Állami Színház Szigligeti Társulatának tagja
- Harag György – rendező, színészpedagógus, színházigazgató, a Nagybányai Állami Színház magyar társulataként létrejött Harag György Társulat alapító főrendezője, névadója, a Szatmárnémeti Északi Színház alapító igazgatója, később a Kolozsvári Állami Magyar Színház főrendezője. Az egyetem kolozsvári korszakában volt tanársegéd, egy évtizeddel később, már Marosvásárhelyen újra oktatója lett az intézetnek. A Kolozsvári Állami Magyar Színháznak és a Szatmárnémeti Északi Színház róla elnevezett társulatának egyaránt örökös tagja.
- Harasztosi Ica – színésznő, a Szatmárnémeti Északi Színház és a Harag György Társulat alapító tagja, a társulat örökös tagja
- Hatházi András – Jászai Mari-díjas és UNITER-díjas színész, drámaíró, színészpedagógus, a Kolozsvári Állami Magyar Színház színésze, 1998 és 1999 között a színház művészeti aligazgatója, a Babeș–Bolyai Tudományegyetem Színházi Karának oktatója, tagozatvezetője, majd aldékánja (jelenleg is). A Marosvásárhelyi Művészeti Egyetem óraadó tanára.
- Illyés Kinga – előadóművésznő, színésznő, a Marosvásárhelyi Nemzeti Színház Tompa Miklós Társulatának tagja, évtizedeken át az egyetem oktatója
- István István – színész, a Szatmárnémeti Északi Színház Harag György Társulatának, majd a Nyíregyházi Móricz Zsigmond Színház társulatának művésze
- Kakuts Ágnes – Déryné-díjas színésznő, a Székely Színház, a Nagyváradi Szigligeti Színház, a Kolozsvári Állami Magyar Színház, majd a Veszprémi Petőfi Színház tagja, a Kolozsvári Állami Magyar Színház örökös tagja
- Kapáló Magda – színésznő, a Szatmárnémeti Északi Színház és a Harag György Társulat alapító tagja, a társulat örökös tagja
- Kányádi Szilárd – színész, a Csíki Játékszín igazgatója.
- Kicsid Gizella – színésznő, a Sepsiszentgyörgyi Tamási Áron Színház művésze
- Kisfalussy Bálint – színész, zeneszerző, dalszerző, énekes. Magyarországra való kitelepüléséig a Szatmárnémeti Északi Színház Harag György Társulatának egyik legnépszerűbb művésze volt.
- Killár Kovács Katalin – színésznő, színészpedagógus, költő, az egyetem professzora, színésztanára (ny.), éveken át volt tagozatvezető, a Marosvásárhelyi Nemzeti Színház Tompa Miklós Társulatának tagja
- Kiss Imre – színész, a Szatmárnémeti Északi Színház és a Harag György Társulat alapító tagja, a társulat örökös tagja
- Ifj. Kovács Levente – színész, a Nagyváradi Állami Színház Szigligeti Társulatának tagja
- Kozma Lajos – színész, a Szatmárnémeti Északi Színház és a Harag György Társulat alapító tagja, a társulat örökös tagja
- Kovács Éva, Poór Lili-díjas színésznő, a Szatmárnémeti Harag György Társulat örökös tagja
- Köllő Béla – színész, a Szatmárnémeti Északi Színház és a Harag György Társulat alapító tagja, később a Sepsiszentgyörgyi Tamási Áron Színház, majd a Kolozsvári Állami Magyar Színház tagja, a Harag György Társulat örökös tagja
- Kőmíves Mihály – színész, a Sepsiszentgyörgyi Tamási Áron Színház művésze
- Krasznai Paula – színésznő, a Szatmárnémeti Északi Színház és a Harag György Társulat alapító tagja, később a Kolozsvári Állami Magyar Színház tagja, mindkét színház örökös tagja
- Krizsovánszky Szidónia – színésznő, a Sepsiszentgyörgyi Tamási Áron Színház művésze
- László Károly – az egyetem Aranydiplomájával kitüntetett színész, a Sepsiszentgyörgyi Tamási Áron Színház művésze
- Lohinszky Loránd – színész, a Marosvásárhelyi Nemzeti Színház Tompa Miklós Társulatának a Magyar Köztársasági Érdemrend tisztikeresztjével, a Kulturális Érdemrend Ezüstfokozatával és UNITER Életműdíjjal kitüntetett érdemes művésze, a Kolozsvári Állami Magyar Színház egykori tagja, a Székely Színház alapító tagja, 1964-től az egyetem oktatója
- Lőrincz Ágnes – Poór Lili-díjas színésznő, a Szatmárnémeti Északi Színház Harag György Társulatának művésze, 2001 és 2006 között művészeti igazgatója.
- Mátrai László – Kaszás Attila-díjas színész, a Sepsiszentgyörgyi Tamási Áron Színház művésze
- Medgyesfalvy Sándor – színész, a Nagyváradi Állami Színház Szigligeti Társulatának tagja
- Meister Éva – színművésznő, a Marosvásárhelyi Nemzeti Színház és a Szolnoki Szigligeti Színház volt tagja, jelenleg szabadfoglalkozású.
- Meleg Vilmos – színész, a Nagyváradi Állami Színház Szigligeti Társulatának tagja, évekig a társulat művészeti vezetője
- Méhes Kati – Poór Lili-díjas színésznő, a Szatmárnémeti Északi Színház Harag György Társulatának művésze (ny.)
- Molnár Gizella – az egyetem Aranydiplomájával kitüntetett Szentgyörgyi István- és Poór Lili-díjas színésznő, a Sepsiszentgyörgyi Tamási Áron Színház művésze
- Nagy Dorottya – színésznő, a Marosvásárhelyi Nemzeti Színház Tompa Miklós Társulatának művésze
- Nagy Csongor Zsolt színész, szinkron- és reklámszínész, szabadúszó előadóművész, a sepsiszentgyörgyi Tamási Áron Színház, a Csíki Játékszín, a Szatmárnémeti Északi Színház Harag György Társulata, majd pedig az udvarhelyi Tomcsa Sándor Színház művésze.
- Nagy József – színész, a Szatmárnémeti Északi Színház és a Harag György Társulat alapító tagja, később a Kolozsvári Állami Magyar Színház tagja, mindkét színház örökös tagja
- Nagy Regina – dramaturg, bábrendező, rendező, a Harag György Társulat bábtagozatának vezetője, rendezője
- Nemes Levente – Szentgyörgyi István-, Kaszás Attila- és Jászai Mari-díjas színész, a Sepsiszentgyörgyi Tamási Áron Színház művésze
- Nyiredi Piroska – színésznő, a Szatmárnémeti Északi Színház és a Harag György Társulat alapító tagja, a társulat örökös tagja.
- Panek Kati – színésznő, a Kolozsvári Állami Magyar Színház művésze
- Papp Éva – színésznő, a Szatmárnémeti Északi Színház magyar társulatának színésze volt. A Magyar színházművészeti lexikon jellemzése szerint: A kitűnően éneklő és táncoló művésznő drámai erejű alakításaival is sikert aratott. Felfelé ívelő pályafutásának tragikus baleset vetett véget. 1991-től mozgásában korlátozott, ezért a marosvásárhelyi intézetben beszédtechnikát tanít. Jelenleg az egyetem adjunktusa, beszédtechnika-tanára.
- Parászka Miklós – rendező, színész, a Szatmárnémeti Északi Színház Harag György Társulatának színésze, rendezője, majd 1978 és 2004 között igazgatója, a Csíki Játékszín alapítója. Ma a Csíki Játékszín igazgató-főrendezője, az egyetem rendezőtanára.
- Pálffy Tibor – Jászai Mari-díjas színész, a Sepsiszentgyörgyi Tamási Áron Színház művésze
- Rappert-Vencz Gábor – Kovács György-díjas színész, médiaszereplő, éveken át a Szatmárnémeti Északi Színház Harag György Társulatának művésze, a Román Televízió magyar adása és a City Rádió műsorvezetője
- Rácz Mari – színésznő, a Nagyváradi Állami Színház Szigligeti Társulatának tagja
- Sebestyén Aba – UNITER-díjas színész, rendező, a Szatmárnémeti Északi Színház Harag György Társulatának volt tagja, ma a Marosvásárhelyi Nemzeti Színház Tompa Miklós Társulatának színésze, a Yorick Stúdió alapító vezetője, az egyetem oktatója
- Sebestyén Melinda – színésznő, a Sepsiszentgyörgyi Tamási Áron Színház művésze
- Soós Angéla – színésznő, a Szatmárnémeti Északi Színház és a Harag György Társulat alapító tagja, a társulat örökös tagja
- Székely Szabó Zoltán (1949-) színész, újságíró, humorista
- Szélyes Ferenc – a Marosvásárhelyi Nemzeti Színház Tompa Miklós Társulatának Jászai Mari-díjas színésze
- Szugyiczky István színész, a Szatmárnémeti Harag György Társulat örökös tagja
- Tompa Klára – színésznő, a Marosvásárhelyi Nemzeti Színház Tompa Miklós Társulatának művésze, az egyetem óraadója
- Tóth Páll Miklós – Bánffy Miklós-díjas színész, rendező, a Szatmárnémeti Északi Színház Harag György Társulatának örökös tagja
- Török István – színész, a Szatmárnémeti Északi Színház és a Harag György Társulat alapító, a társulat örökös tagja, a Török István Bérlet névadója
- Vándor András – színész, a Szatmárnémeti Északi Színház és a Harag György Társulat alapító tagja, a társulat örökös tagja
- Váta Lóránd – Jászai Mari-díjas színész, a Kolozsvári Állami Magyar Színház tagja (korábban a Sepsiszentgyörgyi Tamási Áron Színház színésze)
- Veress László – színész, a Sepsiszentgyörgyi Tamási Áron Színház 2019-ben elhunyt színművésze
- Visky Árpád – tragikus körülmények között elhunyt romániai magyar színész, a kommunista diktatúra legsötétebb éveiben vesztette életét (öngyilkossága máig vitatott), a Sepsiszentgyörgyi Állami Magyar Színház és a Marosvásárhelyi Nemzeti Színház magyar társulatának színésze volt. A Magyar Művészetért Alapítvány és a nagyváradi római katolikus egyházmegye Magyar Művészetért díját kapta meg (posztumusz). Nevét viseli szülőfaluja, Székelyvécke művelődési háza (Visky Árpád Kultúrház), születésének hetvenedik évfordulóján a Sepsiszentgyörgyi Plugor Sándor Művészeti Középiskolában tantermet neveztek el róla.
- Herczeg Tamás kulturális menedzser, a színháztudományok doktora